# صفی‌خان‌لر
صفی‌خان‌لر (ترکی آذربایجانی: Səfixanlar) یک منطقهٔ مسکونی در جمهوری آرتساخ است که در استان شوشی واقع شده‌است.